# Лос-Аламосская национальная лаборатория
Лос-А́ламосская национа́льная лаборато́рия (ЛАНЛ, англ. Los Alamos National Laboratory, LANL, ранее — Site Y, LASL) — одна из шестнадцати национальных лабораторий Министерства энергетики США. Находится в городе Лос-Аламос, штат Нью-Мексико, США. Управляется службой Triad National Security, LLC. Была создана в рамках Манхэттенского проекта в 1943 году.
Крупнейший работодатель на севере штата Нью-Мексико — около 12 500 постоянных сотрудников LANS плюс около 3300 контрактных работников. Дополнительно, на предприятии постоянно работают около 120 представителей Министерства энергетики для целей федерального надзора за деятельностью LANL.
Лос-Аламос — одна из двух лабораторий, ведущая в США секретные работы по ядерному оружию. Вторая, Ливерморская национальная лаборатория начала работать с 1952 года. В ней установлен самый мощный на ноябрь 2008 суперкомпьютер в мире IBM Roadrunner. (См. также Top500). Помимо разработки национального ЯО, лаборатория по заказу РУМО США выполняла функции обрабатывающего разведоргана и на основе предоставляемых разведданных занималась прикладными исследованиями и анализом советской ядерной программы и ядерного арсенала, а также аналогичных программ в других соцстранах.
Первым директором был Роберт Оппенгеймер (1943—1945).
На землях лаборатории находится археологический памятник Циреге — крупное доисторическое индейское поселение с наскальными изображениями.
С 1961 года лаборатория исследовала возможность создания ядерных ракетных двигателей, этим проектом руководило Управление космических ядерных силовых установок.

## Вычислительный ресурс
До появления электронных вычислительных машин в расчетах, связанных с проектом по созданию атомной бомбы, в Лаборатории использовались «дифференциальные анализаторы» Буша, электро-механические настольные калькуляторы. Незаменимым вычислительным инструментом у каждого сотрудника Лаборатории была логарифмическая линейка.
Первая необходимость в ускорении вычислений путем их механизации возникла в связи с расчетами имплозивной схемы плутониевой бомбы. Летом 1944 года было экспериментально доказано, что для плутониевой бомбы нельзя использовать «пушечную схему» подрыва заряда, поэтому плутониевый заряд надо было взрывать, сжимая его с помощью взрывной волны взрывчатого материала, расположенного вокруг плутониевого ядра. Для расчета расположения элементов взрывчатого вещества, движения взрывной волны и её взаимодействия с плутониевым ядром потребовался гигантский объём вычислений, который невозможно было выполнить имеющимися средствами. Для решения проблемы были закуплены бухгалтерские табуляторы от компании IBM — IBM 601.
В первые годы по окончании Второй мировой войны при работе над расчетами по термоядерному оружию выяснилось, что требуется провести вычисления несравнимые с расчетами по имплозивной атомной бомбе. Само отсутствие достаточных вычислительных мощностей на тот момент тормозило разработку термоядерной бомбы: без точных вычислений невозможно выбрать эффективную схему бомбы для испытания, а без испытания невозможно выбрать схему бомбы. С появлением первых электронных вычислительных машин Лаборатория поначалу пользовалась компьютерами сторонних организаций, например: ENIAC Лаборатории баллистических исследований Армии США (в декабре 1945 г. были проведены первые элементарные расчеты по термоядерному взрыву), IBM SSEC (в 1950 г.), SEAC Национального бюро стандартов США, UNIVAC I Университета Нью-Йорка (в 1952 г. — расчеты по подготовке к испытанию Иви Майк), IAS-машина фон Неймана в Институте перспективных исследований в Принстоне, и др. Два компьютера были построены в одном   экземпляре силами самой Лаборатории: MANIAC I (1952 г.) и MANIAC II (1957 г.).
В дальнейшем Лаборатория перешла на закупку компьютеров созданных коммерческими компаниями (IBM, CDC, Cray и др.). Находясь на переднем крае передовых исследований, Лос-Аламосская лаборатория всегда пользовалась возможностью заполучить самые передовые и самые мощные вычислительные машины, имевшиеся на тот момент, часто конкурируя в этой гонке с Ливерморской национальной лабораторией. В начале 50-х годов компьютеры в первую очередь использовались для проведения расчетов по термоядерному оружию. Ниже приведен список приобретений Лаборатории по годам:
- MANIAC I — март 1952—1957 г.[5]
- IBM 701 — 1953—1956 гг. (2 машины) — Лаборатория получила первый серийный номер этой машины осенью 1953 г., второй — в феврале 1954 г.[6]
- IBM 704 — январь 1956 г. (3 машины) — все три машины были установлены к сентябрю 1956 года, что позволило списать устаревшие IBM 701
- MANIAC II[англ.] — 1957—1977 гг.[5]
- IBM 7030 Stretch — апрель 1961 г. — 21 июня 1971 г.
- IBM 7090 — 1961 г. — (2 машины)
- IBM 7094[англ.] — 1964 г. — (2 машины)
- CDC 6600 — 1966 г. — (4 машины)
- CDC 7600 — 1969 г. — (4 машины)
- CDC Cyber-73
- Cray-1 — март 1976 г.
- Cray X-MP
- Cray Y-MP
- Thinking Machines CM-1
- Thinking Machines CM-2
- Thinking Machines CM-200
- Thinking Machines CM-5 — 1993 г.
- Cray T3D
- ASCI Blue Mountain — 1999 — 8 ноября 2004 г.
- ASCI Q — 2002 г.
- IBM Roadrunner — ноябрь 2008 — март 2013 — 1,37 Петафлопса
- Cielo[англ.] — январь 2011 г. — по настоящее время — 1,36 Петафлопса
- Trinity — 2015 г.

Лаборатория принимала участие в государственной программе США Advanced Simulation and Computing Program по созданию суперкомпьютеров, которые бы позволили США следить за состоянием своего ядерного арсенала после объявления в октябре 1992 года моратория на проведение ядерных испытаний. По этой программе в Лаборатории были установлены суперкомпьютеры ASCI Blue Mountain и ASCI Q, которые вошли в число самых мощных суперкомпьютеров своего времени.
Все ныне действующие суперкомпьютеры Лаборатории располагаются в здании «Nicholas C. Metropolis Center for Modeling and Simulation», названном в честь Николаса Метрополиса, построившего первый компьютьер для Лаборатории под названием MANIAC в 1952 г. Комплекс был открыт в мае 2002 года и первым суперкомпьютером, установленным в нём, был ASCI Q.

## Радиационное заражение местности
С 1943 года на территории LANL захоранивались различные отходы, в том числе радиоактивные. Их общий объём на середину 2000-х годов составлял более 21 миллиона кубических футов. С 2005 года ведется очистка и дезактивация местности.

## Радиоизотопные источники энергии
В 2012 году Лос-Аламосская национальная лаборатория объявила о дополнительном обогащении плутония.

## Работы в области средств индивидуальной защиты органов дыхания
В лаборатории велись исследования коэффициентов защиты СИЗОД для того, чтобы установить научно обоснованные ограничения области безопасного применения респираторов разных конструкций.
Специалист лаборатории Джерри Вуд с 1980-х изучал влияние концентрации газов, их химического состава, температуры и влажности воздуха, свойств сорбента, на срок службы противогазных фильтров СИЗОД. Он смог разработать метод вычисления срока службы (и компьютерную программу MultiVapor), который теперь используется ведущими производителями СИЗОД.
Результаты работы лаборатории были использованы при разработке требований национального законодательства США по охране труда, регламентирующих обязанности работодателей по выбору и организации использования СИЗОД.

## Директора
- Роберт Оппенгеймер (1943—1945)
- Норрис Брэдбери (1945—1970)
- Гарольд Агню (1970—1979)
- Дональд Керр[англ.] (1979—1986)
- Зигфрид Геккер[англ.] (1986—1997)
- Джон Браун[англ.] (1997—2003)
- Джордж Нанос[англ.] (2003—2005)
- Роберт Кукук (2005—2006)
- Майкл Анастасио[англ.] (2006—2011)
- Чарльз Макмиллан[англ.] (2011-2017)
- Терри Воллас[англ.] - (2018)
- Томас Мэсон[англ.] - (2018 – настоящее время)